# Oberon (måne)
Oberon är en av Uranus månar. Den är den näst största av planetens månar och har en diameter som ungefär hälften av jordens måne. Oberon upptäcktes 11 januari 1787 av sir William Herschel och är uppkallad efter älvornas kung i William Shakespeares pjäs En midsommarnattsdröm. Alla kratrar på Oberon är också uppkallade efter namn och roller i Shakespeares verk.

## Omloppsbana och rotation
Oberon kretsar kring Uranus på 583 520 kilometers avstånd på 13,463234 dygn. Omloppsbanan har en excentricitet på 0,0014 med en inklination på 0,058° i förhållande till Uranus ekvator. Dess rotation är troligtvis synkroniserad.

## Fysiska egenskaper
De hittills enda närbilderna av Oberon togs av Voyager 2 då den passerade förbi månen under sin förbiflygning av Uranus i januari 1986. Vid tidpunkten för förbiflygningen var den södra hemisfären riktad mot solen så endast den blev studerad.
Fastän dess inre struktur är okänd har man tagit fram en modell som visar att Oberon består av ungefär 50 % is, 30 % silikater och 20 % organiskt material, huvudsakligen metan. Oberon har en gammal, tungt bekratrad och isig yta vilket visar på lite inre aktivitet. Vissa av kraterbottnarna är mörka, kanske är de täckta av ett mörkare okänt material som vällt upp i kratern. 
Man kan också se stora förkastningar över hela Oberons södra hemisfär. Detta tyder på någon geologisk aktivitet tidigt i Oberons historia. 
Två typer av geologiska strukturer finns på Oberon: kratrar och dalar.